# Strzelec (szczyt)
Strzelec (niem. Schützenberg, 751 m n.p.m.) – szczyt w Karkonoszach, w obrębie Pogórza Karkonoskiego.
Znajduje się we wschodniej części Pogórza Karkonoskiego, pomiędzy Karpaczem a Miłkowem. Leży w bocznym grzbiecie odchodzącym na wschód od Czoła, biegnącym przez Strzelczyk i zakończonym Strzelcem.
Zbudowany jest z granitu karkonoskiego.
W całości jest porośnięty lasem.